# Epomophorus anselli
Epomophorus anselli — вид рукокрилих, родини Криланових. Харчується фруктами, особливо Syzygium cordatum.

## Опис
Середня довжина голови й тіла становить від 104 до 145 мм, довжина передпліччя від 68 до 77 мм, довжина вух 19 до 20 мм, довжина хвоста від 2 до 4 мм і вага до 57 гр.
Шерсть помірно довга, м'яка і простягається аж до передньої частини передпліччя. Спинні частини коричневого кольору з основою злегка темніше волосся, в той час як черевна частина тіла набагато світліша в центрі й поступово темнішає до боків. У самців є дві пучки довгих білих волосків навколо залоз, розташованих на кожному плечі. Морда витягнута; очі великі. Вуха відносно короткі, голі, коричневі з більш темними краями і з характерними білими плямами на їх передній і задній основі. Крила бурі; хвіст дуже короткий. 

## Середовище проживання
Країни поширення: Малаві. Типовий вид був зібраний у лісистій місцевості на висоті 1000 м, над потоком між деревами з плодами.

## Загрози та охорона
Немає ніяких підстав вважати, що вид перебуває в небезпеці. Цей вид був записаний у англ. Kasungu National Park в Малаві.